# مقاطعة ماتانوسكا سوسيتنا بورو (ألاسكا)
مقاطعة ماتانوسكا سوسيتنا بورو (بالإنجليزية: Matanuska-Susitna Borough, Alaska)‏ هي إحدى مقاطعات ولاية ألاسكا في الولايات المتحدة. تأسست سنة 1964، بلغ عدد سكانها 93925 نسمة في عام 2010 حسب إحصاء مكتب تعداد الولايات المتحدة وتصل الكثافة السكانية فيها 1 نسمة/كم2.

## وصلات خارجية
- www.matsugov.us
- United States Counties